# Дюрки
Дю́рки (рос. Дюрки, ерз. Дюрькина) — село у складі Атяшевського району Мордовії, Росія. Входить до складу Сабанчеєвського сільського поселення.

## Населення
Населення — 539 осіб (2010; 646 у 2002).
Національний склад (станом на 2002 рік):
- ерзяни — 95 %